# Hewittia gracilis
Hewittia gracilis is een spinnensoort uit de familie van de krabspinnen (Thomisidae).
De wetenschappelijke naam werd gepubliceerd in 1928 door Roger de Lessert.